# Beiers leger
Het Beierse leger was het leger van het Keurvorstendom Beieren en vanaf 1806 van het Koninkrijk Beieren. Het bestond als permanent leger van 1682 tot de overdracht van de defensieve bevoegdheid van Beieren naar het Duitse Rijk in 1919.
Hoewel de omvang van de Beierse strijdkrachten nooit kon wedijveren met de legers van de Europese grootmachten, gaven ze de Wittelsbachers genoeg manoeuvreerruimte om Beieren als een middelgrote macht te ontwikkelen, binnen het kader van een effectieve bondspolitiek, van een territoriaal versnipperde microstaat tot de op één na grootste deelstaat van het Duitse Keizerrijk, na Pruisen.

## Geschiedenis
Voor 1682 had Beieren al vaak oorlogen gevoerd. Onder Maximiliaan I (1597–1651) het hoofd van de Katholieke Liga, met voornamelijk huurlingenlegers elders uit Duitsland was Beieren tijdens de Dertigjarige Oorlog een leidende militaire macht in het rijk geworden. De keurvorst had echter, net als elders, alleen troepen die bij gelegenheid werden gemobiliseerd. Als eerste voorloper van een oorlogsministerie werd al in 1620 door Maximiliaan I de zogenaamde Hofkriegsrat opgericht. Veldheren in Beierse dienst, zoals Tilly, Pappenheim en Mercy, hadden een beslissende invloed op de oorlog in het rijk, en onder leiding van legeraanvoerder Johann von Werth werd zelfs Frankrijk aangevallen. Maximiliaan verwelkomde de vredesonderhandelingen op rijksniveau, die in 1635 leidden tot de Vrede van Praag. Hij liet de onderhandelingen over aan de keizerlijke zijde om niet de nodige concessies op het gebied van het geloof te hoeven verantwoorden. De keurvorstelijke titel van Maximiliaan en zijn bezit van de Boven- en Opper-Palts werden bevestigd. Het Restitutie-edict werd echter grotendeels ingetrokken, en Maximiliaan moest de Katholieke Liga ontbinden. In plaats daarvan werd hem een deel van het nieuwe rijksleger toevertrouwd, dat hij in de praktijk als een Beiers leger leidde, maar ook moest financieren. Gedurende de rest van de oorlog speelde hij een belangrijke rol en probeerde hij een onafhankelijk beleid te voeren, soms zelfs tegen de keizer in alliantie met Frankrijk. In de Vrede van Westfalen werden zijn keurvorstelijke titel en het bezit van de Boven-Palts bevestigd. Na de oorlog begon Maximiliaan met de wederopbouw van zijn land. Om de financiële middelen daarvoor te hebben, werd het leger zo snel mogelijk ontbonden.
Onder keurvorst Ferdinand Maria (1651–1679) werden soldaten al op rekening van de keurvorst geworven, niet langer op rekening van de aangewezen bevelhebbers. Vanaf 1664 werd een nieuw georganiseerd leger gevormd, waarbij bij de toetreding van officieren tot het Beierse leger de affiliatie met het katholieke geloof werd bevorderd. De keurvorst zelf voerde een strikt neutraliteitsbeleid en bleef buiten gewapende conflicten, maar accepteerde subsidie van Frankrijk, die hij investeerde in de uitbreiding van het leger. Tussen 1662 en 1664 nam Beieren echter met hulptroepen deel aan de Turkse oorlogen van Oostenrijk.

### Grootmachtspolitiek 1682 tot 1745

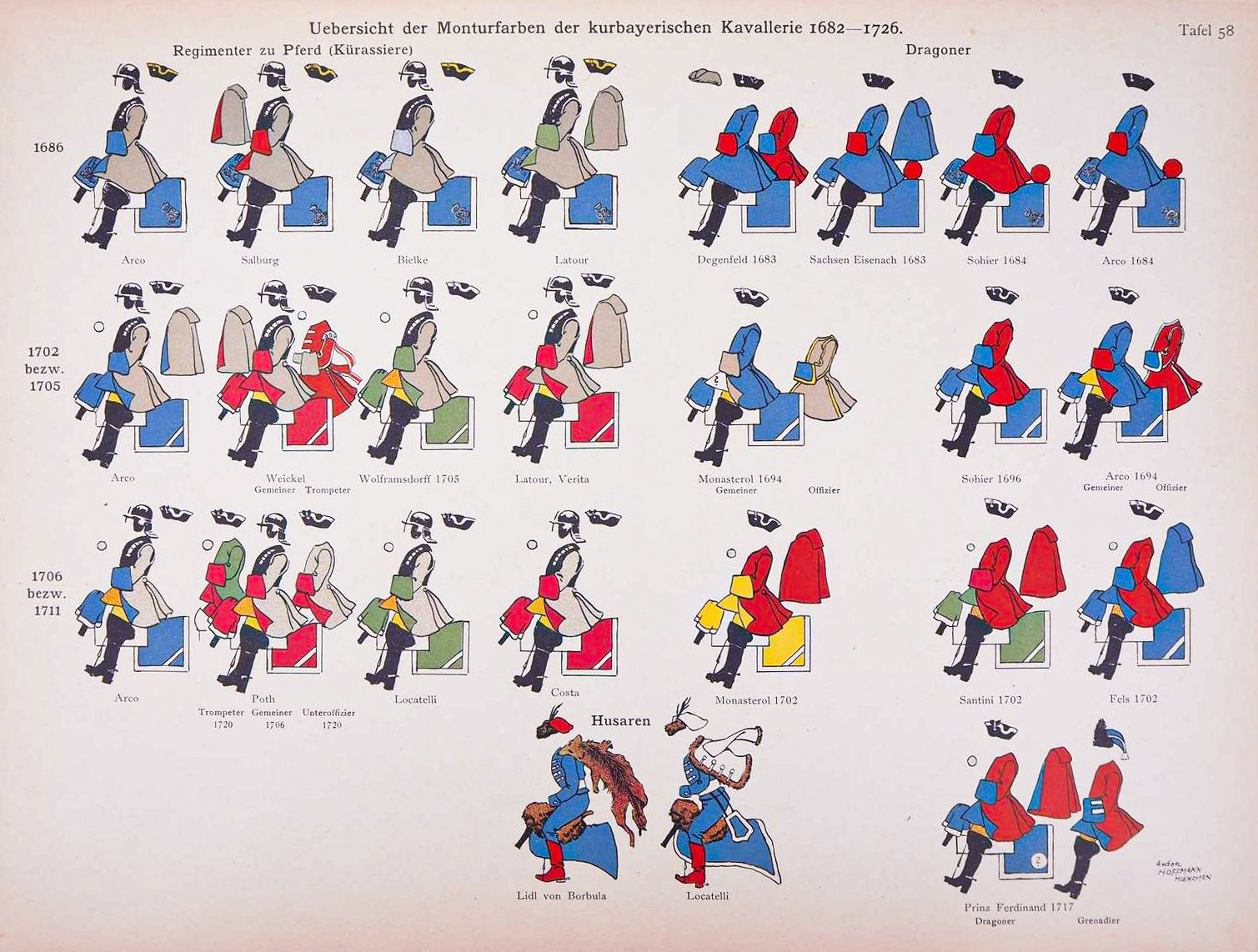
uniformen van de Beierse cavalerie van 1682 tot 1726

Vanwege de Reichsheeresverfassung van 1681 was Beieren ook verplicht troepen te leveren voor het rijksleger. De oprichting van een permanent leger werd daarom noodzakelijk, maar de staatscontrole over het oorlogswezen was ook over het algemeen een element van absolutistisch machtsbeleid. Op 12 oktober 1682 werden in een legerkamp bij Schwabing de geworven troepen in Beierse dienst genomen. Zeven regimenten infanterie, twee regimenten dragonder en vier regimenten kurassiers werden opgericht, evenals een artilleriekorps. Toen al was de middelblauwe kleur kenmerkend voor de meerderheid van het Beierse infanterie (vanaf 1684 voor het hele leger), terwijl de kurassiers en artillerie lichtgrijze rokken droegen; dragonder droegen rode of blauwe rokken.
Het door zijn vader opgebouwde staatsfortuin maakte keurvorst Maximiliaan II Emanuel (1679–1726) interessant voor zowel de Heilige Roomse keizer Leopold I als de Franse koning Lodewijk XIV. In eerste instantie voerde hij, net als zijn vader, een neutraliteitsbeleid tussen Versailles en Wenen. Het herenigingsbeleid van Lodewijk XIV leidde tot toenadering tot de keizer. Beide zijden sloten in 1683 tegen de achtergrond van de Turkse dreiging en de expansieve politiek van Frankrijk een defensief akkoord, dat kort daarna werd aangevuld met een militair akkoord.
Toen de Turken Wenen belegerden tijdens de Grote Turkse Oorlog in 1683, kwam de Beierse keurvorst de keizer militair te hulp met ongeveer 11.000 soldaten. Met Beierse betrokkenheid slaagden keizer Leopold I en de Poolse koning Jan III Sobieski erin Wenen te bevrijden (12 september). Hij was een van de weinige vorsten die persoonlijk deelnamen aan de slag. Ook na de bevrijding van Wenen vochten Maximiliaan Emanuel en de Beierse troepen in de Grote Turkse Oorlog, waar het leger zich met name onderscheidde bij de verovering van Belgrado in 1688. Daarna dekte de keurvorst de Rijngrens tegen Frankrijk en werd uiteindelijk de algemene gouverneur van de Spaanse Nederlanden. De keurvorst nam, als laatste monarch in Beieren, zelf deel als bevelhebber van de veldslagen.
In de Spaanse Successieoorlog vocht Beieren als gevolg van de Beierse Divertissement aan de zijde van Frankrijk. De samenstelling van het leger was in 1701 in wezen hetzelfde als in de Turkse oorlogen, behalve dat er nu drie regimenten kurassiers en dragonder waren. Hoewel het keurvorstendom Beieren destijds slechts 1,1 miljoen inwoners had, onderhield Maximiliaan Emanuel een leger van 27.000 man. In de zomer van 1703 vond de Beierse Opwinding in Tirol plaats. In september 1703 won Max Emanuel de Eerste Slag bij Höchstädt met de Fransen onder Claude-Louis-Hector de Villars tegen het keizerlijke leger en Pruisen. In juli 1704 verloren de generaals Maffei en Arco van Max Emanuel vervolgens de slag bij Schellenberg. Daarna bood de Grote Haagse Alliantie van de keizer met Engeland en de Verenigde Nederlanden met Eugenius van Savoye en de hertog van Marlborough hun beste generaals aan tegen Beieren en Frankrijk. Na de verwoestende nederlaag in de Slag bij Höchstädt de volgende maand was het Beierse leger feitelijk ontbonden, maar kleine resten vochten tot het einde van de oorlog, zoals in de Slag bij Ramillies. Beieren werd bezet door de Oostenrijkers, een volksopstand, geleid door de Beierse Landesdefension, werd bloedig onderdrukt in de Sendlinger Mordweihnacht en de Slag bij Aidenbach. In 1715 kon de keurvorst de heerschappij in Beieren herstellen en bouwde hij het leger onmiddellijk weer op. Al in het voorjaar van 1716 bood Max Emanuel de keizer hulp aan in de nieuwe oorlog tegen de Turken, waar Wenen het volgende jaar ook op inging.
In 1738/39 stuurde de Beierse keurvorst vervolgens ter ondersteuning van de keizer, zoals al in 1717, opnieuw een sterk Beiers hulpkorps naar de Turkse oorlog, dat prompt zware verliezen leed. Omdat de Franse regent André Hercule de Fleury echter subsidies voor Beieren en het Keurvorstendom Keulen had verminderd, kon de Beierse keurvorst zijn kunstmatig opgeblazen leger van inmiddels meer dan 40.000 man niet handhaven. Zo kwam men in München op het idee om de keizer een contingent troepen voor het Hongaarse oorlogstoneel over te laten, om op zijn minst een deel van het leger op kosten van Wenen onder te brengen. In de voor de Habsburgse monarchie rampzalig verlopen Turkse oorlog van 1736–1739 werden de Beierse regimenten bijna volledig vernietigd.
Bij het plotselinge overlijden van keizer Karel VI in oktober 1740 was keurvorst Karel Albrecht (1726–1745) dus noch militair noch financieel daarop voorbereid om de zich voordoende kans voor zijn huis te benutten. In tegenstelling tot de Pruisische koning Frederik II, die zelfstandig kon handelen en direct kon toeslaan dankzij een staatskas en een groot en slagvaardig leger, moest de Beierse keurvorst wachten tot zijn Franse beschermer eindelijk bereid was deel te nemen aan een oorlog om het Oostenrijkse erfgoed. De poging van de Beierse keurvorst om de keizerskroon te verkrijgen in de Oostenrijkse Successieoorlog was weliswaar succesvol, maar eindigde opnieuw met herhaalde bezetting van Beieren door Oostenrijk. Na aanvankelijke successen had het leger van Beieren, dat verbonden was met Frankrijk, Saksen en Pruisen onder het bevel van Ignaz von Törring, ongelukkig geopereerd; de situatie verbeterde tijdelijk nadat Friedrich Heinrich von Seckendorff in dienst trad van de nieuwe keizer. In de jaren 1742–1745 werden de Beierse troepen zelfs de keizerlijke troepen, wat ook werd gepromoot door nieuwe vlaggen met het keizerlijke dubbelkoppige adelaar en gouden insignes. De Wittelsbachse keizer Karel VII stierf op 20 januari 1745. Met de dood van Karel VII kwam er een einde aan het korte vroegmoderne keizerrijk van het Huis Wittelsbach en daarmee ook aan de poging om Beieren uit de rang van een middelgrote macht te tillen.

### Beieren van 1745 tot de Tweede Coalitieoorlog in 1799
In het voorjaar van 1745 trok Beieren zich terug uit de oorlog na de Slag bij Pfaffenhofen en gaf het definitief zijn grootmachtspolitiek op. Het leger werd daardoor verwaarloosd en rigoureuze bezuinigingsmaatregelen spaarden het ook niet. Aan het begin van de Zevenjarige Oorlog, waaraan keurvorst Maximilian III. Joseph (1745–1777) zich tegen zijn zin tegen Pruisen mengde, bestond het leger uit acht infanterieregimenten, twee dragonderregimenten, drie kurassierregimenten en een brigade artillerie. In 1757 werd een van de kurassierregimenten ontbonden en verdeeld over andere regimenten. Bij de dragonderregimenten was slechts één compagnie per regiment bereden. Infanterieregimenten bestonden uit twee bataljons met vier fuseliercompagnieën (elk 130 man) en een grenadiercompagnie (100 man), evenals twee 4-ponds bataljonsgeschutten. De nominale sterkte van ongeveer 1800 man per regiment werd op het veld nooit bereikt. Het Leib-Regiment had drie bataljons, waarvan er echter slechts twee op het veld stonden. Voor taken van het veldpolitie was er een klein huzarenkorps. Tien infanteriebataljons werden ter beschikking gesteld van Habsburg als onderdeel van de verplichtingen voor het Rijkse leger. Ze vochten zonder succes in 1757 bij Schweidnitz, Breslau en Leuthen, evenals in 1758 bij Troppau, Olomouc en Neisse.
Als gevolg van de vereniging van Beieren met Palts en de Nederrijnse hertogdommen Jülich en Berg onder de Paltsische lijn van de Wittelsbachers met keurvorst Karl Theodor (1777–1799) in december 1777 groeide de infanterie met acht regimenten en nam het een lichtere blauwe kleur over van de Paltsers als jaskleur. Het conflict genaamd de Beierse Erfenisoorlog, dat uitbrak als gevolg van de vereniging en voornamelijk werd gekenmerkt door bevoorradingsproblemen, verliep voor het Beierse leger grotendeels zonder noemenswaardige gebeurtenissen. In 1785 veranderde het uniform van de infanterie naar de basiskleur wit, en de kurassiers lieten hun harnas achterwege.
Op het moment van de vereniging van de Rijksonderdelen in 1788 had heel Beieren ongeveer 2½ miljoen inwoners. Het permanente leger omvatte 5678 man infanterie, 1220 cavaleristen en 310 artilleristen. Er waren 18 regimenten met eigen namen, en behalve het gemengde Leibregiment wierf elk regiment in een van de twee Rijksonderdelen. Hun sterkte was elk onderverdeeld in 1005–1013 man in twee bataljons met tien compagnieën.
Tot de winter van 1793/94 kon Karl Theodor zijn landen buiten de beginnende oorlog met Frankrijk houden. Het samenwerken van Oostenrijk en Pruisen in de coalitie tegen Frankrijk vormde echter nu zowel voor Beieren als voor Jülich en Berg een bedreiging vanwege de oude erfelijke aanspraken van de twee Duitse grootmachten. In 1794 werd tijdens de Eerste Coalitieoorlog, waarin Palts-Beieren onder generaal Ysenburg aan de zijde van de coalitie vocht, het hertogdom Jülich bezet door Franse troepen, en kort daarna werd feitelijk het linkeroevergedeelte van Palts afgescheiden als gevolg van de Franse bezetting van het rechteroevergedeelte. Het contingent dat in de Eerste Coalitieoorlog moest worden ingezet, bestond aanvankelijk uit 4 bataljons met in totaal 2054 man. In 1796 waren Franse revolutionaire legers doorgedrongen tot in Boven-Palts en aan de Isar. Karl Theodor had een alliantie gesloten met Wenen, die de verdediging van Beieren door het Oostenrijkse leger inhield. In de zomer van 1796 werd München gebombardeerd door Franse troepen, terwijl Karl Theodor en zijn hofhouding zich in augustus veilig in Lockwitz in Saksen bevonden. In München werd een regentschapsraad opgericht onder de regenten Freiherrn Hertling, Weichs en Graf Törring. Het beleid van de keurvorst laveerde tussen Oostenrijk en het revolutionaire Frankrijk. Het op 7 september 1796 gesloten Verdrag van Pfaffenhofen voorzag in het uittreden van het Beierse leger uit de coalitie. Het uittreden van Beieren uit de coalitie met de wapenstilstand van Pfaffenhofen verzwakte aanvankelijk de positie van Oostenrijk. Het wisselende oorlogsgeluk, successen van de Oostenrijkers en de snelle terugtrekking van de Franse troepen over de Rijn stelden Karl Theodor uiteindelijk in staat om de harde wapenstilstandsovereenkomst van Pfaffenhofen achteraf niet te erkennen. Tijdens de Tweede Coalitieoorlog in november 1798 werden de Beierse troepen feitelijk ingelijfd bij het leger van de keizer door het Verdrag van München.

### Rumfordse hervorming en revolutionaire oorlogen (1789 tot 1799)

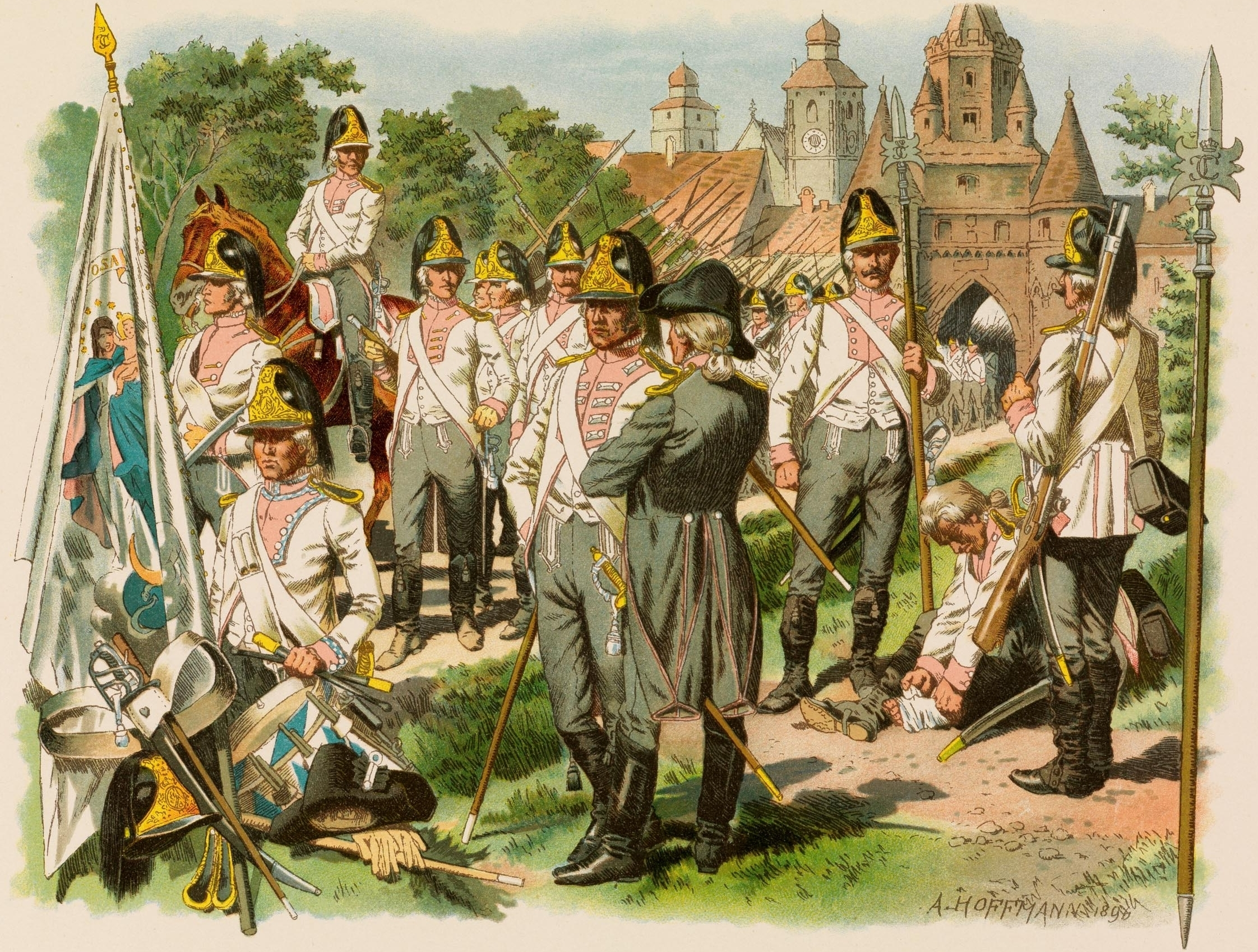

De dringend noodzakelijke hervormingen vonden al plaats in 1789-91 onder leiding van graaf Rumford. De massale bewapening werd gedreven door de angst van de Europese aristocratie voor de bourgeoisrevolutie in Frankrijk in 1789 en de nasleep daarvan. Het jaar 1790 bracht een fundamentele hervorming van het Beierse leger met zich mee: Alle veldtroepen kregen een uniform met een uniforme snit en in plaats van de hoed een leren helm met paardenstaart. Deze werd vernoemd naar de toenmalige minister van Oorlog en bedenker van de hervorming "Rumford-helm". Het gereorganiseerde leger zou een vredessterkte van 35.000 (1.216 per regiment) hebben, in oorlog 37.000 man (1.456 per regiment). Het bijbehorende decreet werd op 18 september 1789 uitgevaardigd. De organisatie bestond op 1 januari 1790 uit
2 regimenten jagers (elk 2 bataljons met 8 compagnieën), 4 regimenten grenadiers (elk 2 bataljons), 14 regimenten fuseliers (elk 2 bataljons), 1 garnizoensregiment (1 bataljon), 1 artillerieregiment, 2 regimenten kurassiers (elk 4 bataljons), 2 regimenten chevaulegers (elk 4 bataljons), 2 regimenten dragonders (elk 4 bataljons),
Daarnaast werd een academie opgericht. De dienstplicht werd verlengd van zes naar acht jaar en het salaris werd verhoogd. Theoretisch was promotie van rangen naar officier mogelijk. De staf van een regiment bestond uit 16 personen: de commandant (kolonel), een plaatsvervanger (luitenant-kolonel), elk 2 majoors, adjudanten en cadetten, plus een regiment kwartiermeester, een auditor (militair rechter), elk een hoofd- en onderarts en stagiairs, een regimentstrommelaar (muzikant), een provoost (militaire politie) en een wapensmid. Elke compagnie had één kapitein, luitenant en onderluitenant.
De uitbreiding bereikte tegen 1791 een personeelsbestand van 20.000 man en 800 voor onderhoud en keuken werkzaamheden . In de artillerie dienden 700 soldaten.
Aan het einde van 1798 stonden er officieel 15.679 mannen in dienst, onderverdeeld in:
Beierse regimenten:
1. Grenadier Leib Regiment (1061 mannen)
2. Grenadier Regiment (850)
3. Feldjäger (mannen die zichzelf vrijwillig hadden aangemeld die lid waren van schietverenigingen of jager van beroep) Regiment (899) 1e, 5e, 6e, 8e, 9e, 11e Fuselier Regimenten (samen 4901) Garnizoensregiment (1 bataljon) Artilleriebataljon (587)
4. Kurassier Regiment (615) 2e en 3e Chevauleger Regiment (samen 1213)
5. Dragonder Regiment (523) Rijn-Paltsische regimenten
6. Fuselier Regiment (633)
7. Artillerie compagnie (103)
8. Chevauleger Regiment (408)
9. Dragonder Regiment (384) Nederrijnse regimenten 3e, 4e en 10e Fuselier Regimenten (samen 1667) Onafhankelijke eenheden 2 compagnieën van het 2e Feldjäger Regiment 1 bataljon van het 1e Feldjäger Regiment 1 bataljon van het 5e Fuselier Regiment (551) Artilleriecommando (28)

### Napoleontische oorlogen en oprichting van het koninklijk Beierse leger 1799 tot 1815
Bij de troonsbestijging van Maximiliaan I Jozef (1799-1825) waren slechts ongeveer 8000 infanteristen en 700 cavaleristen voldoende uitgerust. De jonge keurvorst, die in het Ancien Régime zelf kolonel was van het Franse vreemdelingenregiment Royal Deux-Ponts, maakte de opbouw van een eigentijdse strijdmacht tot een van zijn belangrijkste taken. De linie-infanterie werd aanvankelijk teruggebracht tot tien regimenten, die hun beoogde sterkte terugkregen.

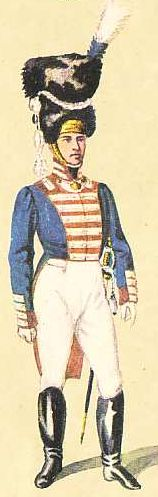
Luitenant in uniform

Om de sterkte te bereiken voor het nakomen van de coalitieverplichtingen, werden op 6 juni en 8 september 1799 de Fuselier-regimenten 4, 7, 11, 13 en 14 ontbonden. Uit de andere Fuselier-regimenten werden infanteriebataljons gevormd. In regimentsterkte waren er nog een Feldjäger-regiment en de Grenadier Leib regiment en het Grenadier-regiment Kurprinz.
Voor de infanterie keerde men terug naar de traditionele lichtblauwe uniformkleur en introduceerde in 1801 de karakteristieke rupsenhelm voor alle wapensoorten in het Beierse leger.
Deze indeling werd al in 1800 weer veranderd na ontvangst van Engelse subsidies. De bewapening maakte de vorming van een Garde mogelijk uit de twee grenadierregimenten en twee brigades. Onder verdere hervormingen werd deze voorlopige structuur in 1801 geformaliseerd. Het leger werd hervormd naar Frans voorbeeld door bekwame generaals zoals Deroy, Wrede en Triva en werd al snel de modernste strijdmacht van Duitsland. Als eerste leger in Duitsland schafte het Beierse leger de lijfstraf af. Naast het grotendeels op dienstplicht gebaseerde veldleger werd ook een Nationale Garde opgericht met drie klassen (1e klasse: reservebataljons van de linie-regimenten, 2e klasse: landweer, 3e klasse: burgermilitie).
De kabinetsorder van 12 mei 1803 verdeelde het leger als volgt:
Fränkische Divisie, standplaats Würzburg, Oberbayerische Brigade, München, Niederbayerische Brigade, Landshut, Beierse Cavalerie Brigade, München, Zwabische Brigade, Ulm, en Bergische Brigade, Düsseldorf (in 1806 ontbonden)
De sterkte van een linie-regiment was nu 2692 man (met 9 paarden) in 2 bataljons met 10 compagnieën, waarvan 2 voor grenadiers. Lichte bataljons hadden de helft van deze sterkte. Op het veld stonden dan 2000 of 1000 man, de rest bleef in de garnizoen kazerne. Op de peildatum van 27 maart 1804 waren er 12 linie-regimenten en zes lichte bataljons. De werkelijke sterkte in de paar volgende vredesjaren lag ongeveer op twee derde van het beoogde niveau. Door het Kantonsreglement van 7 januari 1805 werd de dienstplicht ingevoerd. Vanwege talrijke uitzonderingen waren het vooral de gewone mensen, dus boerenknechten en ambachtslieden, die de last droegen. De grondwet van 1808 voorzag uitdrukkelijk in een permanent leger van dienstplichtigen. Dienstplichtig waren mannen tussen 18 en 40 voor acht jaar. Vanaf 1805 was er een centraal reserve-bataljon, waaruit andere eenheden konden worden aangevuld. Het jaar daarop werd daarom de grootte van het compagnie verhoogd tot 185 musketten. De sterktes van de regimenten werden in 1811 teruggebracht tot 2436, omdat de dienstplicht in dat jaar werd verkort tot zes jaar door de Wet op de conscriptie.
De Rijksdeputatiehoofdakte van 1803 had de Beierse infanterie een winst opgeleverd van drie regimenten uit de provincie Würzburg en een bataljon uit Bamberg. Daar kwam nog een ander bij, gevormd uit de rijksbijdragen van de kleinere Zwabische gebieden die aan Beieren waren toegewezen. In 1800 moest men nog met tegenzin aan de zijde van Oostenrijk tegen Frankrijk vechten, wat leidde tot de nederlaag in de Slag bij Hohenlinden, maar toen Oostenrijk in 1805, na het uitbreken van de Derde Coalitieoorlog in 1704, 1742 en 1778 voor de vierde keer binnen 100 jaar Beieren binnenviel, stond daar een slagvaardig leger tegenover. Tegenover de vijandelijke overmacht week het Beierse leger terug tot aan Würzburg, om zich daar te verenigen met het legerkorps van de Franse maarschalk Bernadotte. Onder Bernadotte dekten 30.000 Beieren de linkervleugel van de Grande Armée van Napoleon tijdens haar manoeuvres tegen de Oostenrijkse strijdkrachten bij Ulm. Hoewel het Beierse leger niet direct betrokken was bij het succesvolle optreden tegen Mack, dat leidde tot de overgave van een groot deel van de vijandelijke troepen, bevrijdde het niet alleen de hoofdstad München, maar ook grote delen van Opper-Beieren. Ook tijdens de Slag bij Austerlitz beveiligde het korps de flanken en bevoorradingswegen van Napoleon. Onder grote verliezen bond het Beierse leger begin december 1805 Oostenrijkse troepen bij Iglau, die daardoor niet konden ingrijpen in de voor Napoleon zegevierende Driekeizerslag bij Austerlitz. Als gevolg hiervan ontstond het Koninkrijk Beieren, dat zich in 1806 onder druk van Napoleon bij de nieuw opgerichte Rijnbond gevoegd werd.
Tijdens de Vierde Coalitieoorlog opereerde het Beierse leger samen met andere Rijnbondcontingenten in Silezië, belegerde verschillende Pruisische vestingen en nam deel aan de inname van Glatz, Glogau en Breslau, onder andere. Vervolgens vochten Beierse eenheden samen met het gros van de troepen van Napoleon in Polen.
In 1808 werd het Beierse Ministerie van Oorlog opgericht. In 1809 werd Beieren opnieuw het strijdtoneel, samen met de nieuw-Beierse gebieden in Tirol en Vorarlberg. Opnieuw bezette een aanvankelijk superieure Habsburgse strijdmacht grote delen van Opper-Beieren. Een tegenoffensief van Napoleon leidde tot een snelle terugtrekking van de vijand na een reeks succesvolle gevechten bij Abensberg, Eggmühl en Regensburg. Door de afwezigheid van een groot deel van het Franse leger, dat actief was in Spanje, droegen voornamelijk de Beierse divisies en andere Rijnbondtroepen de last van de gevechten, gedeeltelijk onder het directe bevel van Napoleon. De divisie van Wrede nam in juli, opnieuw onder het directe bevel van de Franse keizer, deel aan de Slag bij Wagram en droeg aanzienlijk bij aan de beslissing van de strijd. Parallel aan deze operaties tegen de belangrijkste strijdmacht van de vijand, stonden de Beierse divisies voor de taak om de opstand in de voormalig Oostenrijkse provincie Tirol, die in 1805 aan het Koninkrijk Beieren was toegewezen, neer te slaan. Tegenover gedeeltelijke en kortstondige bezettingen van Innsbruck en omgeving stonden in de zomermaanden verschillende terugtrekkingen. Pas door de Vrede van Schönbrunn kwamen er verdere capaciteiten vrij, zodat Tirol in november 1809 kon worden bezet door Beierse, Franse en Italiaanse troepen en de opstand definitief kon worden onderdrukt. De gespannen situatie in Tirol had echter ook na 1809 gevolgen voor het Beierse leger, aangezien onder andere een in 1807 opgericht jagersbataljon wegens talrijke deserties in 1811 moest worden ontbonden.
De verordening van 8 mei 1809 voorzag in de oprichting van 6 reservebataljons met elk 2 compagnieën, beoogde sterkte 135 man. In 1809 kwamen er vier bij.

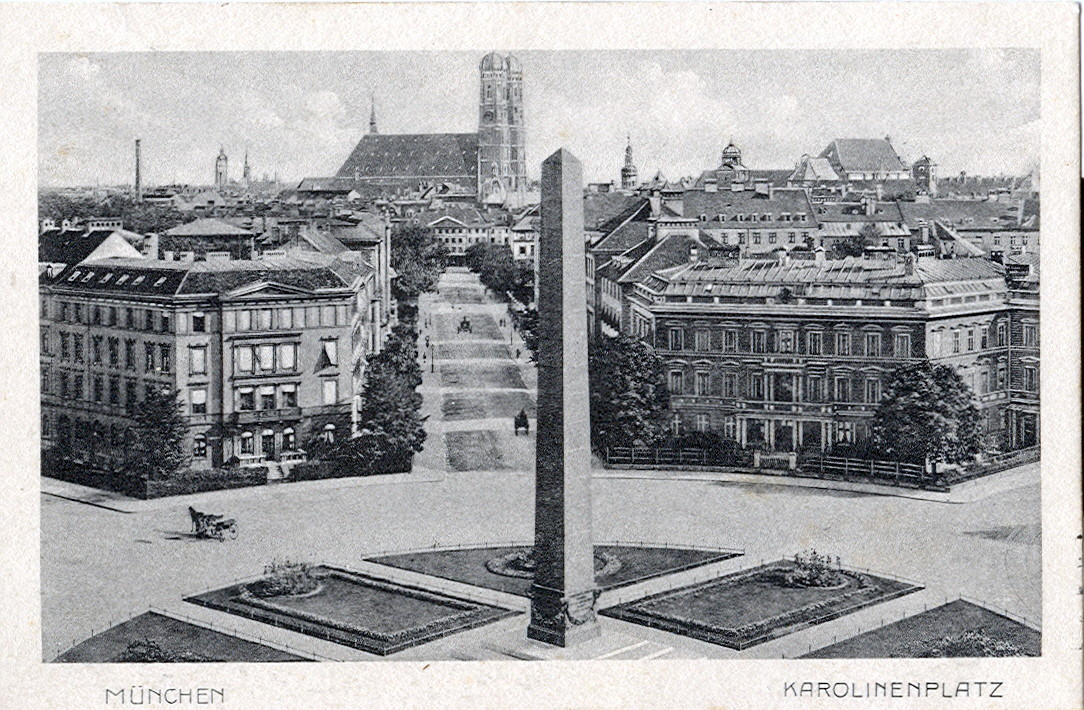
herdenkingen obelisk voor de gevallen soldaten in de veldtocht in Rusland

In de veldtocht van 1812 tegen Rusland leed het Beierse leger verschrikkelijke verliezen. De elf regimenten die met de Grande Armée naar Rusland werden gestuurd, hadden aanvankelijk elk 1615 man in het veld, de zes lichte bataljons elk 808. Al in de Slag bij Polozk medio augustus 1812 eiste een hoge tol; richting Moskou stootte voornamelijk Beierse cavalerie door. Van de ongeveer 33.000 man die in 1812 waren uitgerukt (inclusief toegezonden versterkingen), keerden er slechts ongeveer 4000 terug.
Gedreven door de kroonprins en Wrede, keerde koning Maximiliaan I Jozef met tegenzin Frankrijk de rug toe en sloot zich kort voor de Slag bij Leipzig aan bij de geallieerden. De poging van Wrede om de doortocht van de Grande Armée in 1813 in de Slag bij Hanau te stoppen, eindigde voor het door hem bevelhebbende Beiers-Oostenrijkse korps in een mildere nederlaag. Beieren wilde echter met deze slag zijn overgang naar de zijde van de geallieerden ook militair ondersteunen. Daarom maakte het voor de Beierse politici en militairen niet veel uit of de slag gewonnen of verloren werd - het belangrijkste was dat hij plaatsvond. In de aanvankelijk onsuccesvolle veldtocht van 1814 in Frankrijk compenseerde Wrede de nederlaag echter en behaalde waardevolle overwinningen in de slagen bij Arcis-sur-Aube en Bar-sur-Aube.
Omdat er nauwelijks overlevenden terugkeerden van de Russische veldtocht, nam Beieren na zijn overstap in maart voornamelijk deel aan de Slag bij Leipzig met reservisten; er was nauwelijks een Beierse officier onder de 50 jaar oud. De situatie verbeterde nauwelijks tot de Slag bij Arcis-sur-Aube op 20/21 maart 1814. Er werden echter steeds meer dienstplichtigen opgeroepen. Tegen 1815 steeg de troepensterkte naar 65.000, een aantal dat werd gehandhaafd tot het einde van de heerschappij van Max Joseph.
In 1814 waren er een Grenadier Regiment, 16 regimenten Linie-infanterie, twee bataljons jagers, zeven regimenten Chevaulegers (waarvan een van de landweer), een regiment Ulanen, twee huzarenregimenten, een regiment Garde du Corps, twee regimenten artillerie te voet en één te paard. In 1815 werden uit het 7e (Nationaal-)Chevaulegers Regiment twee kurassierregimenten gevormd.

### Vredesperiode in het Koninkrijk Beieren 1815 tot 1866
Vanaf 1815 was een bezettingsmacht van ongeveer een miljoen soldaten uit verschillende landen gedurende drie jaar gestationeerd in Frankrijk, verdeeld over bezettingszones, waarbij de door Beieren gecontroleerde zone ten oosten van Orléans lag tussen de Oostenrijkse en de Pruisische zone. Huzaren en Ulanen werden in 1822 ontbonden. In 1826 werden op basis van voorstellen van de Militaire Besparingscommissie een infanterieregiment omgevormd tot twee jagersbataljons en het Grenadier Guard Regiment werd omgedoopt tot het Infanterie Leib-Regiment. Het Garde du Corps werd het 1e Kurassier-Regiment, waarbij de helft van het voormalige 1e Regiment samengevoegd werd met het 2e Regiment.
Koning Ludwig I (1825-1848) hoefde, in tegenstelling tot zijn vader, geen oorlogen te voeren en schrok er ook niet voor terug om met "verdedigingsgelden" (de defensiebegroting) bouwwerken zoals het Odeon te financieren, wat protesten tot gevolg had. Onder zijn regering ontstond echter ook een representatief gebouw voor het Ministerie van Oorlog in de Ludwigstraße. Het grootste en duurste bouwproject tijdens Ludwigs regering was de herbouw van de Landesfestung Ingolstadt. Na de onrust als gevolg van het Hambacher Fest in 1832 trok Carl Philipp von Wrede als opperbevelhebber van een 8.000 man sterke legerkorps naar de Beierse Rijnprovincie. Vanaf 1833 verleende Beieren versterkte militaire hulp aan Griekenland, dat nu werd geregeerd door Ludwigs tweede zoon Otto, bijgestaan door generaal Karl Wilhelm von Heideck.
Onder Ludwigs opvolger Maximiliaan II (1848-1864) bestond het Beierse leger rond 1854 uit 77.200 man, verdeeld over twee legerkorpsen, elk bestaande uit twee divisies infanterie en een divisie cavalerie, met daarnaast artillerie met 192 kanonnen en het geniekorps. Beieren leverde 35.600 man met 72 kanonnen aan het Duitse Bondsleger. De vestingen waren Ingolstadt, Würzburg, Germersheim en Passau, evenals het Bondskasteel Landau met uitsluitend Beierse bezetting. Van de nominale personeelssterkte van ongeveer 70.000 man was echter hoogstens 70% aanwezig, en de rest was "geautoriseerd-niet-gemonteerd". De koning financierde grote kazernebouwprojecten, zoals de Maximilian-II-Kaserne. In 1850 rukten Beierse troepen in het kader van een federale interventie in Kurhessen binnen (Strafbayern).

### Duitse Eenwordingsoorlogen 1866 tot 1871

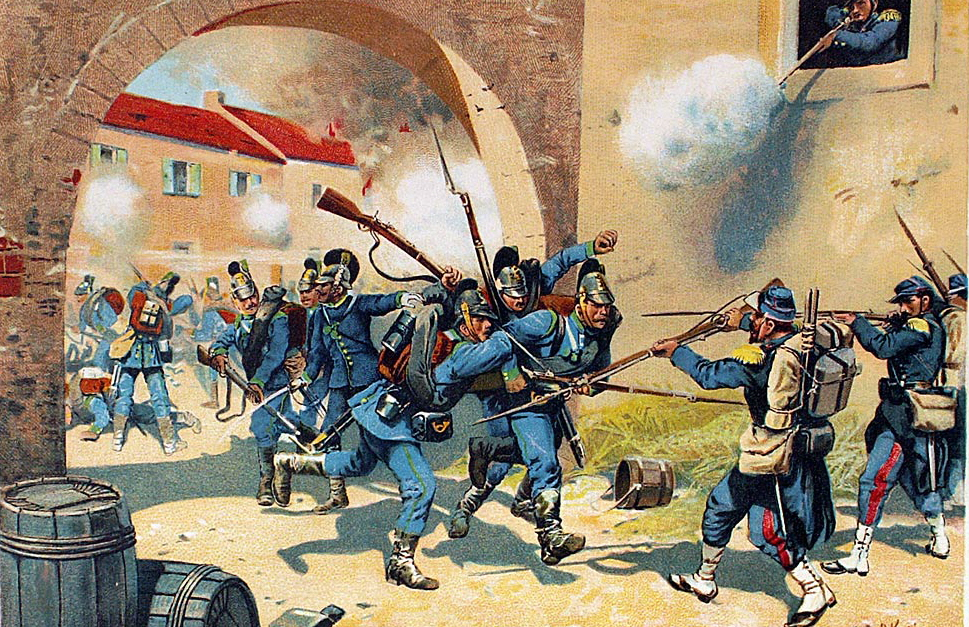
Beierse soldaten in Frankrijk

Aan het begin van de Duitse Eenwordingsoorlogen stond Beieren nog aan de zijlijn. Het eigenmachtige optreden van de twee Duitse grootmachten in de Duits-Deense oorlog van 1864 leidde herhaaldelijk tot protesten van de Duitse staten vanwege onwettigheid in de Bondsvergadering. De koninkrijken Beieren en Saksen weigerden Oostenrijk vervolgens de doorgang van troepen over hun grondgebied, waardoor deze via Silezië moesten plaatsvinden.
De mobilisatie die op 10 mei 1866 werd bevolen in het kader van de Duitse oorlog werd pas op 22 juni voltooid, op dat moment bevond het Pruisische leger zich al bijna in Bohemen. Deze oorlog verliep zeer ongelukkig voor het Beierse leger, evenals voor het geallieerde Oostenrijk. Prins Karl, de Beierse opperbevelhebber, die ook het zuidelijke Duitse Bondstroepen leidde, vernam in Meiningen van de capitulatie van de Hannoveranen na de Slag bij Langensalza toen hij hulp bood aan het koninkrijk Hannover. Omdat de Pruisen snel oprukten, was een vereniging met een verder naar het westen gelegen Bondskorps onder Prins Alexander van Hessen niet mogelijk, waarna de Beierse troepen zich terugtrokken naar Kissingen. Na zware gevechten week het Beierse leger uit naar Schweinfurt en Würzburg (waar alleen het fort Marienberg en een stadswijk konden worden behouden). Op 1 augustus bezette een Pruisisch reservekorps Neurenberg.

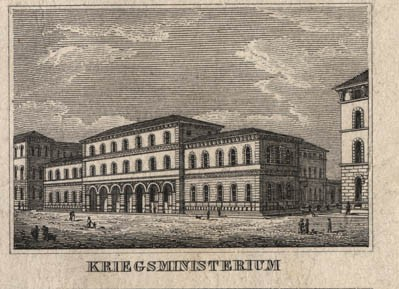
Beierse oorlogsministerie in 1832

De moeilijkheden van het Beierse leger werden grotendeels toegeschreven aan de Beierse Landdag en het militaire leiderschap. Door de constant door het parlement goedgekeurde bezuinigingen op de begroting was het Beierse Ministerie van Oorlog niet in staat manoeuvres boven brigadeniveau uit te voeren. Afgezien van Prins Karl en Prins von Thurn und Taxis had geen enkele Beierse generaal ooit een divisie bevel gevoerd. In de kranten werd ook de rol van de chef van de generale staf von der Tann bekritiseerd.
Als reactie op deze kritiek benoemde koning Ludwig II (1864–1886) op 1 augustus de ervaren kolonel en latere generaal von Pranckh tot nieuwe minister van Oorlog. Von Pranckh had al politieke ervaring opgedaan als adjudant van de minister van Oorlog von Lüder en droeg met zijn Beierse legerhervorming aanzienlijk bij aan de modernisering van het leger. Dit omvatte naast organisatorische hervormingen van het leger ook de invoering van nieuwe geweren en machinegeweren, die aanvankelijk uit het buitenland, met name Amerika, werden betrokken, voordat ook Beierse fabrikanten zoals Cramer-Klett in Neurenberg of de machinefabriek Augsburg opdrachten ontvingen voor militaire uitrusting. In 1868 werd ook het dienstplichtsysteem afgeschaft en werd de algemene dienstplicht ingevoerd, georganiseerd volgens het Pruisische model. De landwehr-regeling van 1826 voorzag voor het eerst in een werkelijk oorlogsgebruik van de landwehr, dat dan ook plaatsvond in 1866. Het burgermilitair werd echter in 1869 ontbonden.
Toen de relatie tussen Frankrijk en Pruisen verslechterde als gevolg van de Spaanse troonkandidatuur van Leopold von Hohenzollern, liet de Beierse minister van Oorlog von Pranckh op 14 juli 1870 de twee Beierse legerkorpsen mobiliseren. Ze trokken als onderdeel van het III. Leger onder leiding van  (1e Legerkorps onder von der Tann, 2e Legerkorps onder von Hartmann) de Frans-Duitse Oorlog in. De Beierse troepen bestormden Weißenburg onder von Hartmann, namen deel aan de Slagen bij Wörth, Beaumont, Sedan en de belegering van Parijs. Na de overwinning leverden ze een contingent aan de Duitse bezettingstroepen die tot 1873 in Frankrijk stonden. Bijna 6000 Beierse soldaten sneuvelden of stierven tijdens de oorlog, waarvan meer dan de helft aan ziekten.

### Duitse Keizerrijk en Eerste Wereldoorlog 1871 tot 1918
Beieren wist in de grondwet van 1871 grotendeels voorbehoudsrechten, met name met betrekking tot het oorlogsrecht, veilig te stellen. Het leger had, net als het koninkrijk Saksen of Württemberg, autonome troepen, een eigen ministerie van Oorlog en een eigen militaire rechtbank. Bovendien waren hun troepen vrijgesteld van de doorlopende nummering van het Rijksleger. Het leger legde pas in geval van oorlog de eed van trouw af aan de keizer als bondsveldheer. Beieren behield ook de lichtblauwe kleur voor de infanterie-uniformen, de rupsenhelm die tot 1886 in gebruik was, de Chevaulegers en enkele andere eigenaardigheden. Niettemin werden uniformsnit, uitrusting en training aangepast aan het Pruisische voorbeeld. Met de introductie van de veldgrijze uniformen verwezen alleen de kokarde en een wit-blauwe diamantvormige bies op de kraag naar de Beierse afkomst. Prins-regent Luitpold (1886–1912) aanvaardde de toenemende integratie van Beieren in het rijk, maar verzette zich herhaaldelijk tegen centralisatievraagstukken op militair gebied - zij het meestal tevergeefs. Als compensatie werd aan de Hofgarten in München een prachtig gebouw opgericht voor het in 1879 opgerichte Beierse Legermuseum, dat nu is gevestigd in het Nieuwe Kasteel van de voormalige vesting Ingolstadt.
Aan het begin van de Eerste Wereldoorlog had het Beierse leger een aanwezigheidssterkte van 4.089 officieren, artsen, dierenartsen en ambtenaren, 83.125 onderofficieren en manschappen, evenals 16.918 paarden. Met het begin van de mobilisatie op 1 augustus 1914 ging het opperbevel over het mobiele leger, dat tot dat moment ondergeschikt was aan de IV. Legerinspectie, over op de Duitse keizer. De troepen die in Beieren waren achtergebleven, stonden nog steeds onder bevel van het Beierse ministerie van Oorlog. Het Beierse leger werd als 6e leger met de drie Beierse legerkorpsen, versterkt door het I. Beierse Reservekorps, de Beierse Cavaleriedivisie en andere eenheden onder het opperbevel van kroonprins Rupprecht naar het Westfront getransporteerd. Zo vocht het Beierse leger in de Slag in Lotharingen en in de Vogezen (tot begin september 1914) voor het laatst in zijn geschiedenis als een uniforme troepeneenheid; de oorspronkelijke ondergeschiktheid van de Beierse troepen aan Beiers bevel begon zich al in de herfst van 1914 op te lossen als gevolg van herstructurerings- en reorganisatiemaatregelen van het Duitse leger. Op 3 en 4 juni 1915 slaagde de 11e Beierse Divisie erin het fort van Przemyśl te heroveren. Het feit dat het symbolische fort door Duitse troepen werd heroverd, leidde tot ontevredenheid in Wenen. Prins Leopold van Beieren fungeerde sinds 1916 succesvol als opperbevelhebber in het oosten, terwijl de Zuidelijke leger onder Felix von Bothmer viel.
Tijdens de Eerste Wereldoorlog kwamen ongeveer 200.000 leden van het Beierse leger om het leven. Het Beierse leger vocht niet alleen aan het Westfront, maar ook in Hongarije, Rusland, Syrië, Palestina en Oekraïne.
Aan het einde van de oorlog kon de Beierse regering zich niet besluiten tot een aparte vrede, en de troepen werden niet teruggetrokken uit het westen. Pas na de Novemberrevolutie begon op 12 november 1918 de ontruiming van het bezette gebied aan het Westfront door de Beierse divisies en de terugtocht naar huis. In de laatste dagen van de oorlog was de 4e Divisie tot 7 november 1918 ingezet in de grensbewaking tegen Italië.

### Ontbinding in 1918 en tradities
Hoewel het keizerrijk en het koninkrijk Beieren in 1918 ten onder gingen tijdens de Novemberrevolutie, en ook koning Lodewijk III (1912–1918) door de Anifer Verklaring werd ontheven van de eed op zijn persoon, was daarmee de militaire soevereiniteit van Beieren nog niet opgeheven. De onrust rond de onderdrukking van de Beierse Radenrepubliek en haar onder leiding van Rudolf Egelhofer opgebouwde "Rode Leger" leidde echter tot de beslissing van de nieuwe regering van Beieren om in de Bamberger Grondwet van 14 augustus 1919 af te zien van de militaire soevereiniteit. De reguliere Beierse troepen waren na het einde van de oorlog al zo gedemobiliseerd dat de strijd tegen de Radenrepubliek werd uitgevochten door niet-Beierse Reichswehr-troepen en vrijkorpsen.
Artikel 160 van het Verdrag van Versailles beperkte de omvang van het (niet alleen Beierse) landleger in heel Duitsland tot 100.000 en die van de marine tot 15.000 beroepssoldaten. Het onderhoud van luchtmacht, tanks, zware artillerie, onderzeeërs en grote oorlogsschepen was het rijk verboden. Tegelijkertijd werd de ontbinding van de generale staf, oorlogsacademies en militaire scholen bevolen.
De meeste soldaten werden ontslagen; velen hadden moeite om zich na de oorlog aan te passen aan het civiele leven.
De Wehrgesetz van 23 maart 1921 beëindigde definitief de militaire soevereiniteit van de staten, maar liet Saksen, Württemberg, Baden en Beieren enige beperkte autonomie behouden. De Vrijstaat Beieren was hierbij een uitzondering, aangezien Wehrkreis VII het hele grondgebied van de staat omvatte, met uitzondering van de Palts. In de hier gestationeerde Beierse Reichswehr en het 17e (Beierse) Reiter-Regiment dienden alleen Beierse staatsburgers. Het Reichswehr-Gruppenkommando 4 werd gelijktijdig omgedoopt tot Wehrkreiskommando VII. Het bleef rechtstreeks ondergeschikt aan het Reichswehrministerium en genoot als "Beierse Reichswehr" tot 1924 bepaalde autonomierechten ten opzichte van de rijksregering. Zo werd een landelijk commandant in Beieren benoemd door de Beierse staatsregering. De bijzondere rol bleek naast de regionale toevoeging "Beiers" en de werving ook uiterlijk door kokardes en wapenschilden in de kleuren van het land op de muts en de stalen helm, evenals in dergelijke wimpels aan de lansen van het 17e (Beierse) Reiter-Regiment. Over het algemeen had elke compagnie de traditie van een regiment van het oude leger, en in het geval van het overwinnen van de bewapeningsbeperkingen van het Verdrag van Versailles was hun heroprichting gepland.

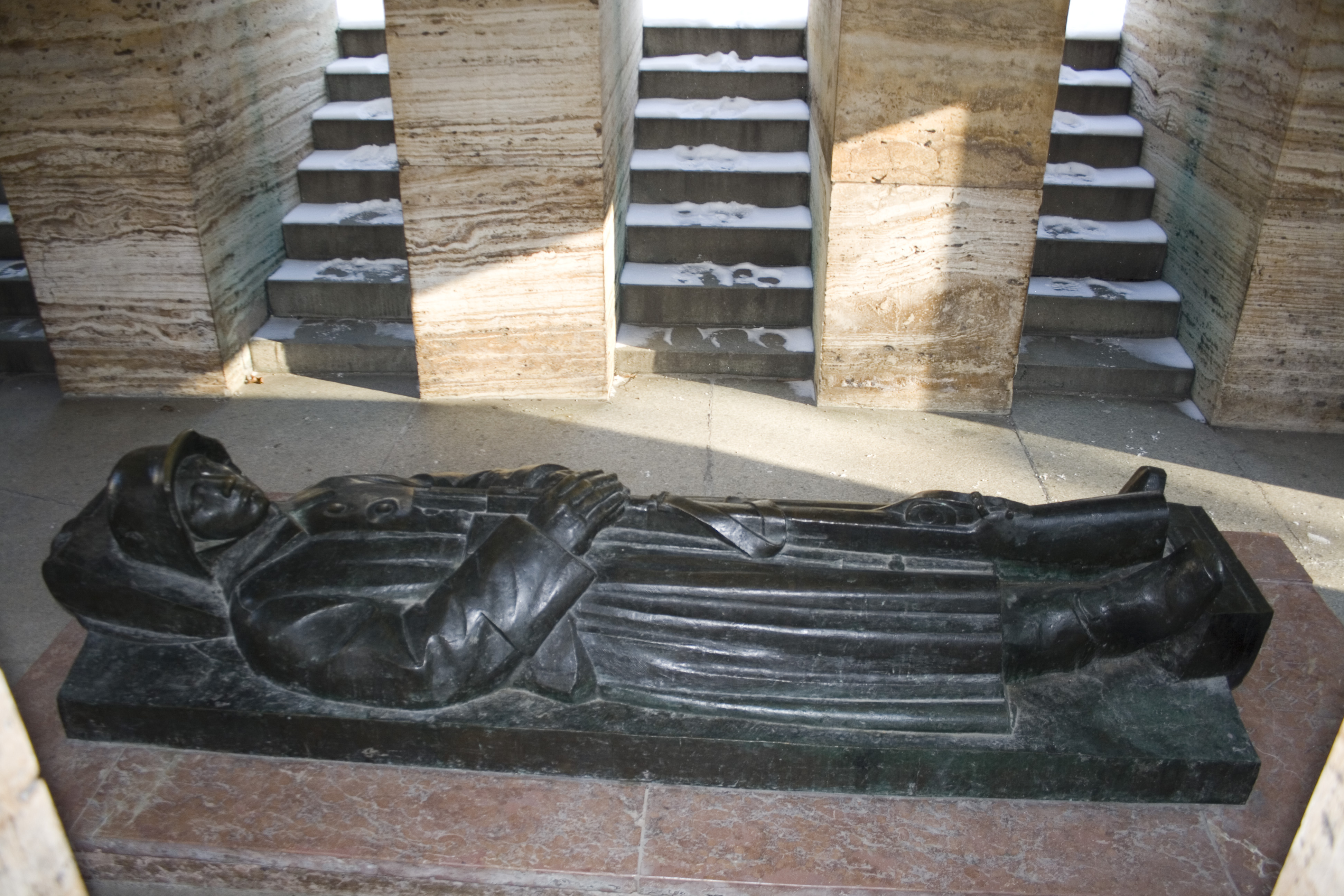
Herdenkingsbeeld van de gevallen Beierse soldaten

Aan de gevallenen uit München van de Eerste Wereldoorlog en aan alle oorlogsdoden van het gehele Beierse leger werd het in 1924 ingewijde oorlogsmonument in de Hofgarten in München gewijd als hoofdmonument. De kern van de faciliteit wordt gevormd door het liggende beeld van een dode Beierse soldaat met het voetstukopschrift: "Beiers Leger / zijn doden". Deze afbeelding siert ook de cover van het door het Beierse Oorlogsarchief in 1928 uitgegeven gedenkboek Bayerns Goldenes Ehrenbuch, waarin de dragers of de toekenningsomstandigheden van de hoogste Beierse oorlogsonderscheidingen uit de Eerste Wereldoorlog zijn vermeld.
Bij de opbouw van de Wehrmacht paste het leger niet in de alleen maar diffuus historiserende NS-ideologie van het opgaan van allen in een amorf volksgemeenschap als spiegelbeeld van federale verscheidenheid of als drager van concrete tradities: de laatste regionale legerbenamingen werden daarom afgeschaft. Bij de massale oprichting van nieuwe eenheden werd afgezien van de toewijzing van tradities van het oude leger. Talloze hoge generaals van de Wehrmacht waren echter afkomstig uit het Beierse leger, waaronder Franz Halder, Albert Kesselring, Maximilian von Weichs, Robert von Greim, Ferdinand Schörner, Wilhelm Ritter von Leeb, Wilhelm List, Wilhelm Adam en Alfred Jodl, en bekleedden belangrijke posities tijdens de Tweede Wereldoorlog.
Vanwege de breuken in de Duitse militaire geschiedenis en het gebruik door de Nazi's in de Tweede Wereldoorlog werden de militaire tradities van het Beierse leger verboden om te gebruiken door de Bundeswehr.